# Industrimonumentet

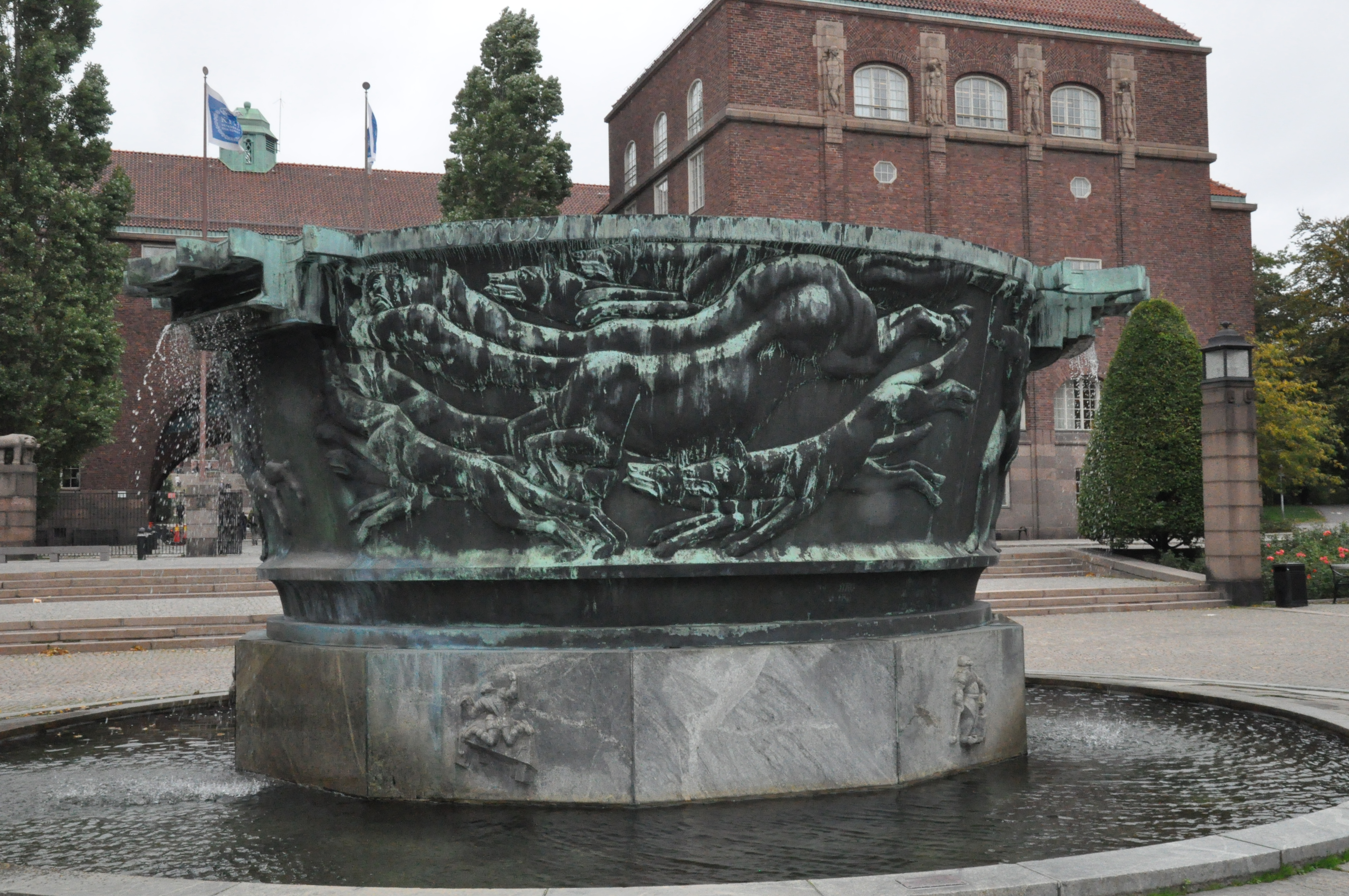
Industrimonumentet 2011.

Industrimonumentet (även Industribrunnen) är en fontänskulptur av Carl Milles som restes 1926 utanför Kungliga tekniska högskolan (KTH) i Stockholm.

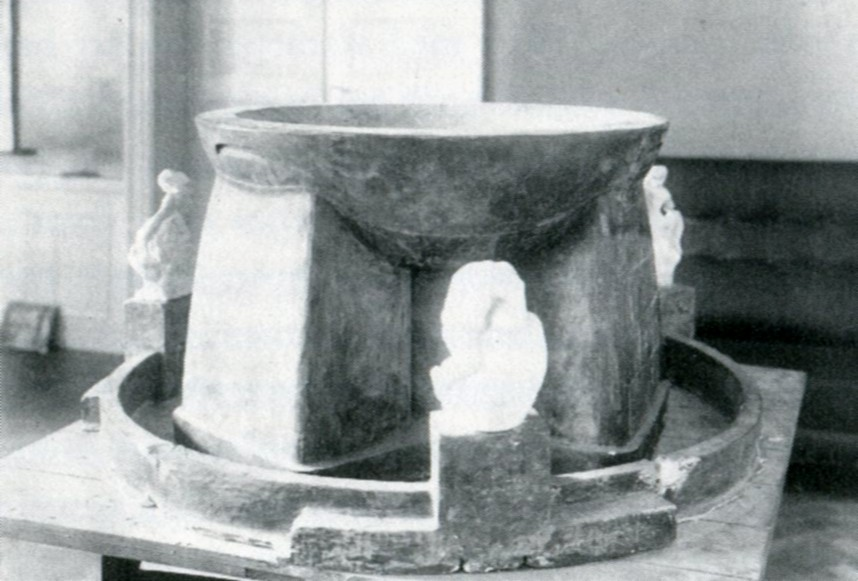
Milles tävlingsbidrag 1909.

Carl Milles fick uppdraget genom en 1909 utlyst tävling. Bland annat Ragnar Östberg röstade för Milles tävlingsbidrag som visade en väldig skål som hölls upp av tre kraftiga pelare, flankerade av allegoriska figurer. Vatten skulle rinna fram ur tre hål under skålen och vid festliga tillfällen kunde vatten även rinna över skålens kanter. Enligt Milles symboliserade pelarna och skålen materien och vattenkraften. Men Milles stora skål vållade diskussioner i pressen, den kallades bland annat soppskål, spottkopp och ful klump. Aftonbladet skrev i en av många hätska artiklar: “Äh, snälle herr Milles, låt oss slippa!” Milles tilldelades visserligen första priset, men tävlingsjuryn var oenig och inte alla kunde följa Milles djupsinniga symbolik.
Milles tävlingsförslag omarbetades därefter flera gånger. Monumentet som ursprungligen var tänkt som en hyllning till svensk industri hade till slut ganska lite med industri att göra. Inspirationen till den slutgiltiga utformningen hämtade Milles från antika grekiska dryckeskärl. Skålen blev lägre och stöden försvann. På skålens sidor placerade han reliefer visande amasoner och vildhundar som jagar centaurer. På sockel av den stora kopparskålen syns hantverkare, bland annat en snickare, en smed, en skräddare och en skomakare. Men det dröjde till 1926 innan monumentet kom på plats. Än saknades medel, än kunde man inte bestämma placeringen. Slutligen hamnade Industrimonumentet framför den nybyggda KTH, en placering som KTH:s arkitekt Erik Lallerstedt hade föreslaget och som kunde godkännas av Milles.
Industrimonumentet kallas för Millespottan av KTH-studenter.

## Detaljer, sockelfigurer

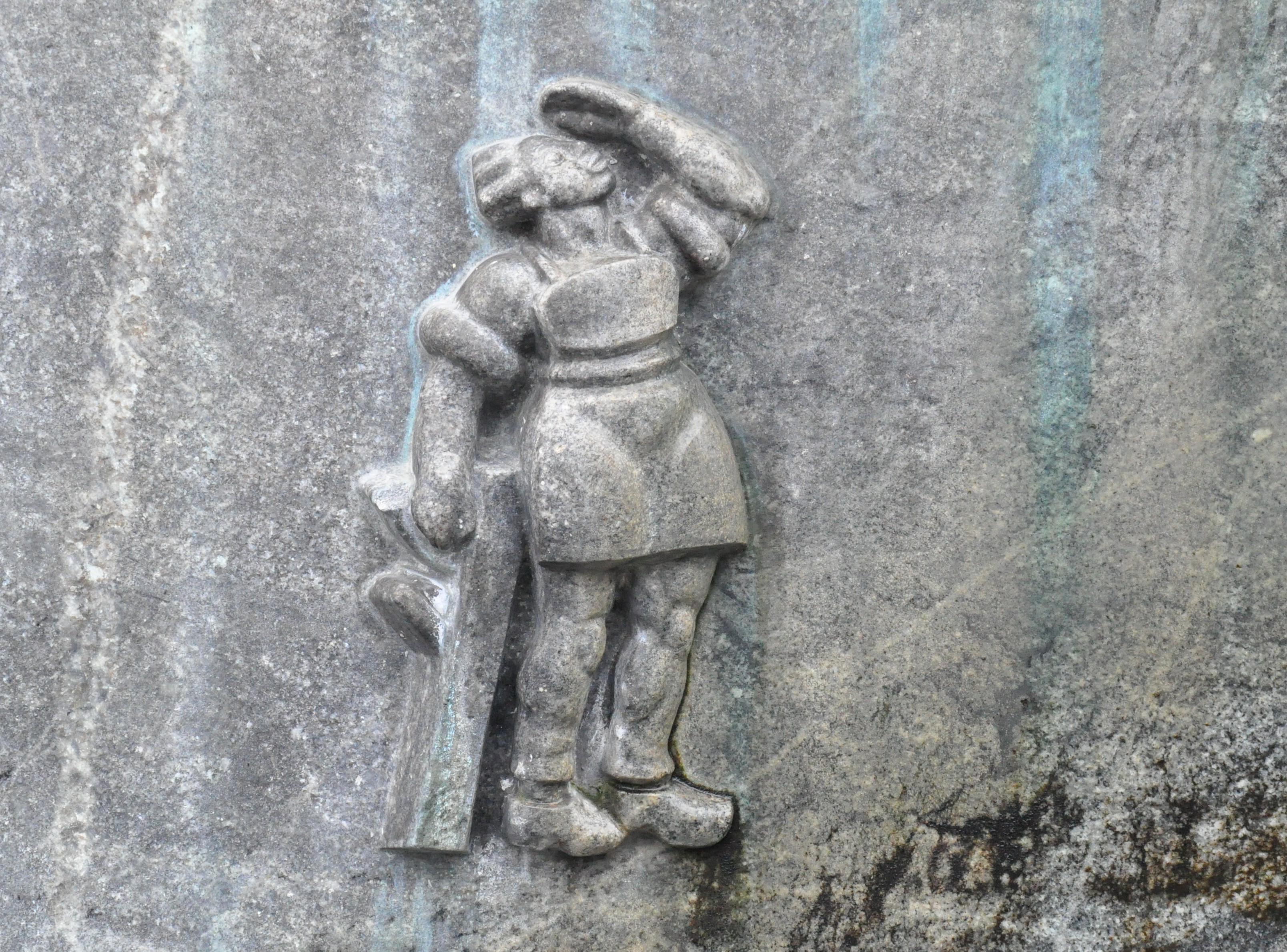
Snickare
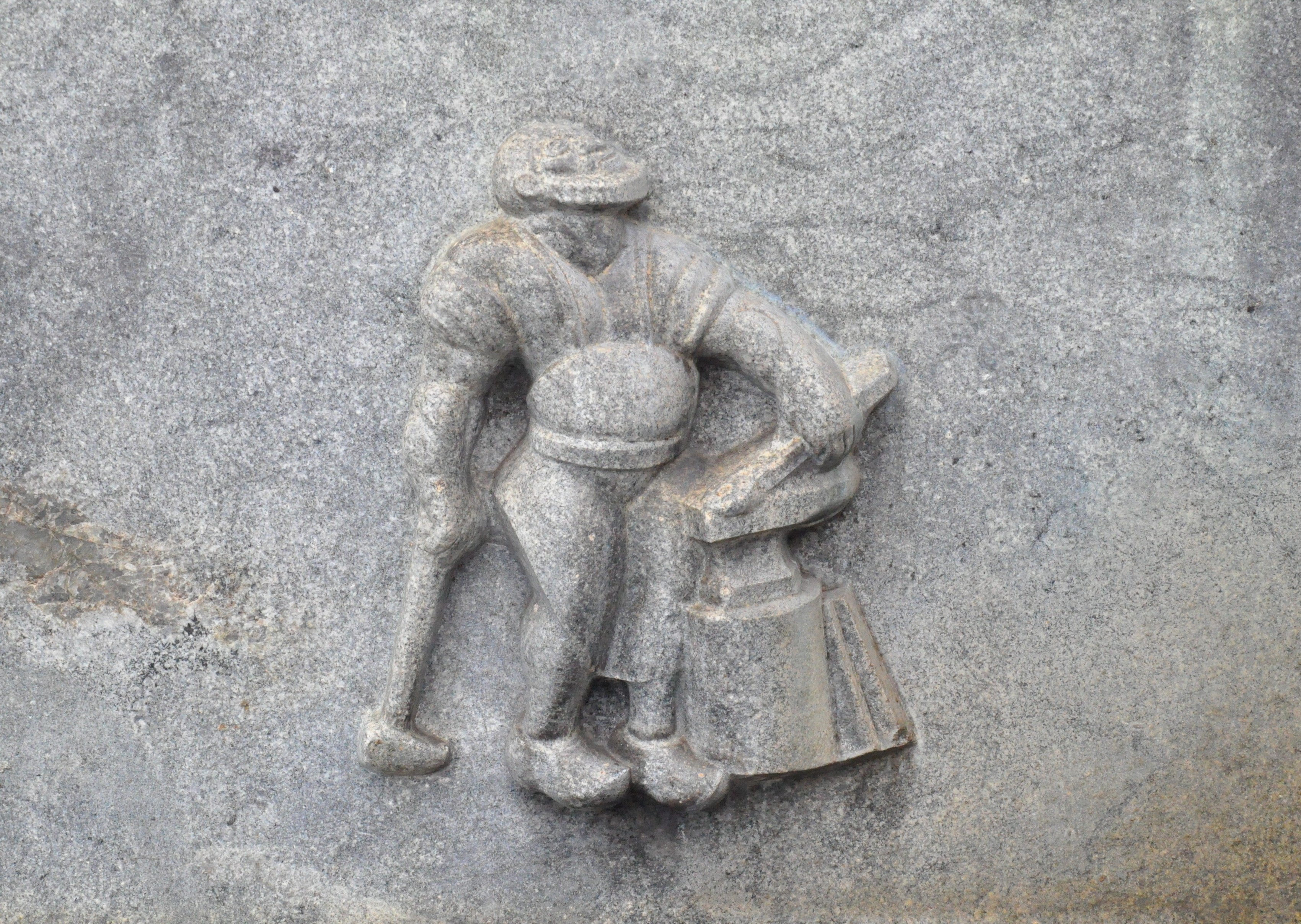
Smed
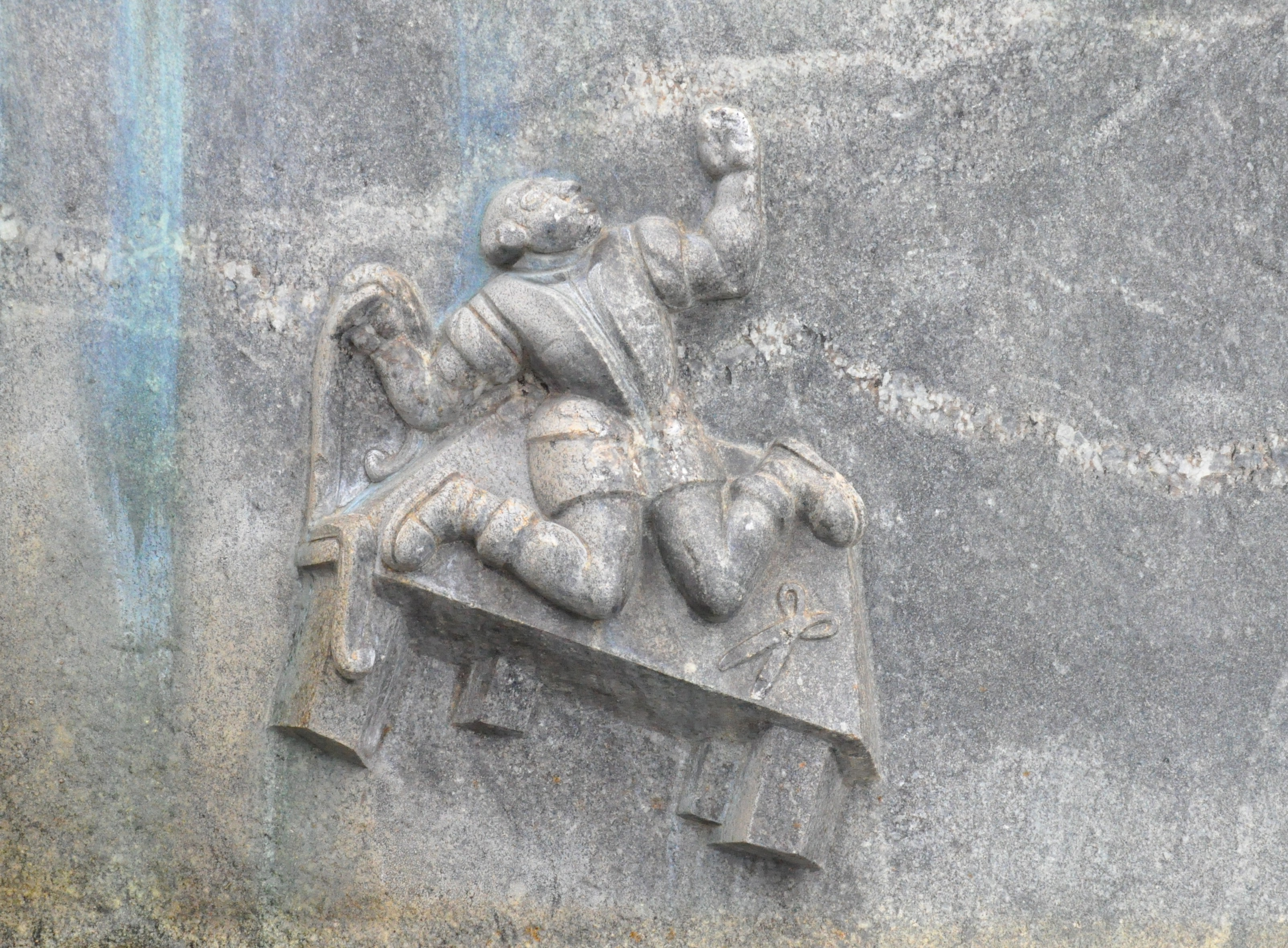
Skräddare
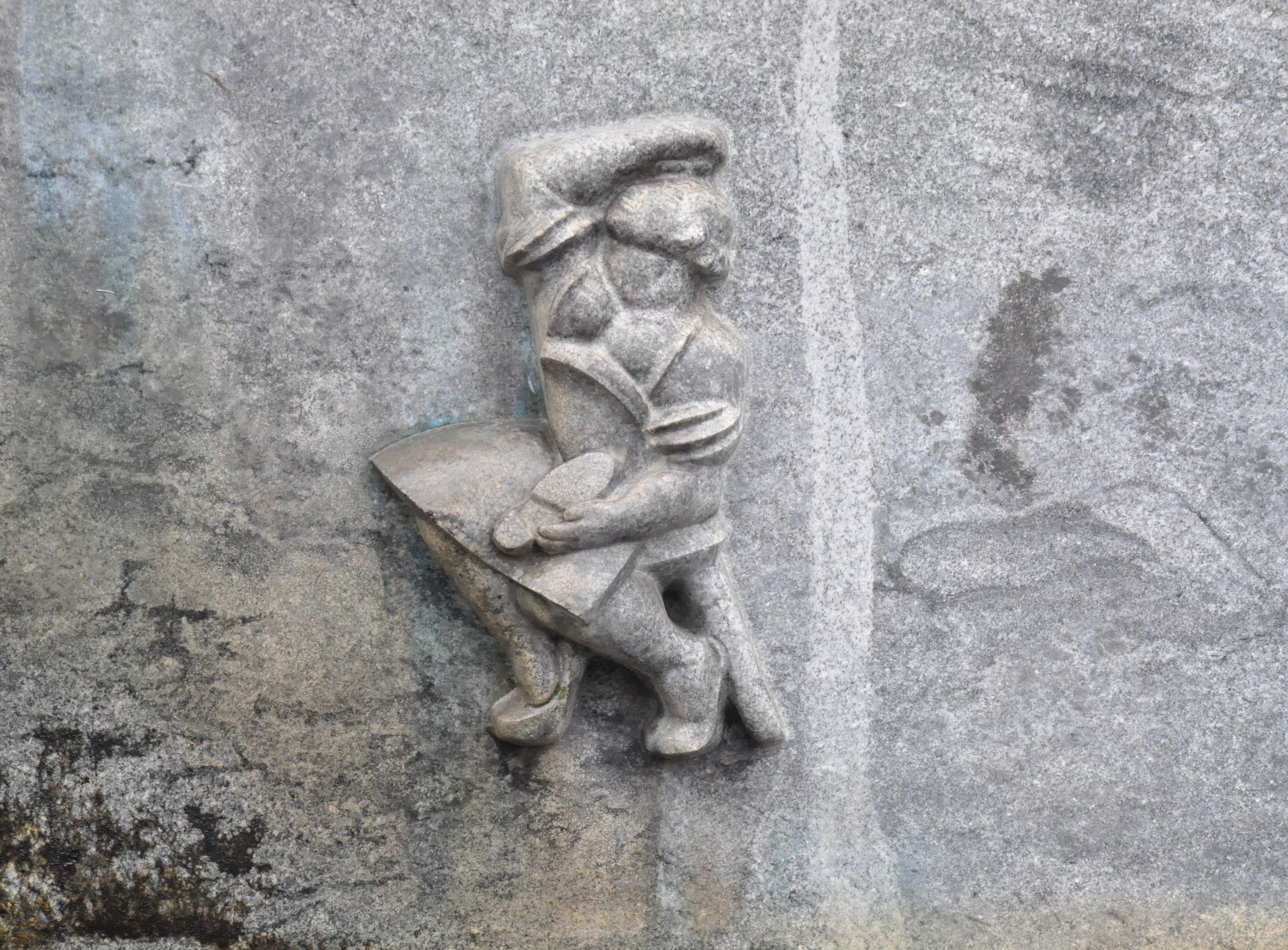
Skomakare